# Пипер, Францишек
Францишек Пипер (пол. Franciszek Piper, р. 1941) — польский историк и исследователь Холокоста, доктор исторических наук.

## Биография
Францишек Пипер родился в 1941 году. В 1959 году окончил III лицей Ogólnokształcące имени Стефана Жеромского в Бельско-Бяле. В 1959—1964 годах учился на факультете истории Ягеллонского университета. Магистерская диссертация была написана на тему Крымской войны.
В 1979 году получил докторскую степень. Название диссертации: «Занятость узников Освенцима. Организация работы и методы эксплуатации рабочей силы», научный руководитель — Вацлав Длугоборский
В 1965 году начал работать в Государственном музее Аушвица. Впоследствии занимал там должность председателя департамента истории. В 2008 году ушел на пенсию.
Иностранный корреспондент парижского журнала Revue d’Histoire de la Shoah.

## Работы
Францишек Пипер автор более 80 работ по истории Холокоста. Кроме польского, многие из его работ переведены на английский и немецкий языки.
Основные работы:
- Franciszek Piper, Teresa Świebocka. Auschwitz. Nazistowski obóz śmierci (пол.). — Oświęcim, 1993.
- Wacław Długoborski, Franciszek Piper, Auschwitz 1940—1945. Węzłowe zagadnienia z история obozu. Oświęcim 1995. (publikacja pięciotomowa).
- Anatomy of the Auschwitz Death Camp, Bloomington and Indianapolis 1998. Yehuda Bauer, Raul Hilberg , Franciszek Piper.
- Franciszek Piper, Irena Strzelecka, Księga Pamięci. Transporty Polaków z Warszawy do KL Auschwitz 1940—1944, Warszawa-Oświęcim 2000 (publikacja trzytomowa),
- Franciszek Piper, Irena Strzelecka, Księga Pamięci. Transporty Polaków do KL Auschwitz z Krakowa i innych miejscowości Polski Południowej 1940—1944. Warszawa — Oświęcim 2002 (publikacja pięciotomowa),
- Franciszek Piper, Irena Strzelecka, Księga Pamięci. Transporty Polaków do KL Auschwitz z Radomia i innych miejscowości Kielecczyzny 1940—1944. Warszawa-Oświęcim 2006 (publikacja pięciotomowa).